# Consiglio nazionale dell'Ordine dei consulenti del lavoro
Il Consiglio nazionale dell'Ordine dei consulenti del lavoro è un organismo della pubblica amministrazione in rappresentanza di 26.500 consulenti del lavoro presenti in Italia.
Coordina 106 consigli provinciali presenti su tutto il territorio nazionale. È principale attore del mercato del lavoro con il ruolo di essere garante presso le imprese assistite del diritto del lavoro applicato. Nella funzione istituzionale ha il ruolo di soggetto promotore di norme e interpretazioni per lo sviluppo e la trasparenza del mercato del lavoro.
Struttura scientifica del Consiglio Nazionale dei Consulenti del Lavoro è la Fondazione Studi (Presidente: Rosario De Luca) che ha lo scopo di fornire formazione, interpretazioni normative e ogni altra attività scientifica di supporto.
Presidente del Consiglio Nazionale dell'Ordine dei Consulenti del Lavoro per il triennio 2023-2026, è Rosario De Luca,  mentre il vice presidente è Luca De Compadri.